# Takaaki Kinoshita
Takaaki Kinoshita (japanisch 木下 高彰 Kinoshita Takaaki; * 11. Juni 1993 in Hamamatsu,  Präfektur Shizuoka) ist ein japanischer Fußballspieler.

## Karriere
Takaaki Kinoshita erlernte das Fußballspielen in der Schulmannschaft der Hamamatsu Kaiseikan High School. Seinen ersten Vertrag unterschrieb er 2012 bei Júbilo Iwata. Der Verein aus Iwata spielte in der höchsten Liga des Landes, der J1 League. Am Ende der Saison 2013 stieg der Verein in die zweite Liga ab. Für den Verein absolvierte er sechs Ligaspiele. 2016 wechselte er nach Mito zum Ligakonkurrenten Mito HollyHock. Für Mito spielte er zweimal im Kaiserpokal. In der Liga wurde er nicht eingesetzt. 2017 wechselte er zum Drittligisten Fukushima United FC. Für den Verein aus Fukushima absolvierte er 21 Ligaspiele. 2018 wechselte er zum Ligakonkurrenten Fujieda MYFC nach Fujieda. Für den Verein stand er zweimal in der Liga auf dem Spielfeld. 2019 wechselte er zum Ligakonkurrenten Iwate Grulla Morioka. Für den Verein absolvierte er 23 Ligaspiele. Im Januar 2020 nahm ihn der Viertligist ReinMeer Aomori FC unter Vertrag. In drei Spielzeiten absolvierte er 35 Ligaspiele. Zu Beginn der Saison 2023 wechselte er zum unterklassigen Shinagawa CC Yokohama.